# Láska je poslední most
Láska je poslední most (v originále Liebe ist die letzte Brücke) je poslední román rakouského spisovatele J. M. Simmela, který byl napsán v roce 1999.

## Děj
Děj se odehrává během července až října 1997.
Filip Sorel pracuje ve firmě Delphi jako specialista na počítačové viry. Jednoho dne je kvůli kriminálnímu chování svého syna Kima a z toho plynoucího bezpečnostního rizika propuštěn. Je přemístěn do Ženevy, kde má mít nějaké přednášky a být pět let firmě k dispozici.
A tak tedy odlétá do Švýcarska a tam se náhodou seznámí s fotografkou Claude, která fotí život ve válce, a se Sergem, jejím přítelem. Vzniká mezi nimi přátelství a nefalšovaná láska mezi Claude a Filipem.
Pak Claude odlétá kvůli reportáži do Konga. Filip se vrací do Německa, kde má zjistit, zda byl příčinou havárie v továrně na léčiva vir – a stopy po něm skutečně objeví. Claude mezitím v Kongu utrpí šok, když se ocitne v bombardované vesnici. Serge za ní do Afriky odlétá a přivádí ji vyčerpanou zpět.
Filip se vrací do Ženevy, nastěhuje se ke Claude a společně se Sergem se vrhnou do přípravy nové výstavy. Odtamtud je znovu povolán do Německa, kde tentokrát počítačový vir v urychlovači částic způsobil smrtelné ozáření několika zaměstnanců.
Serge si uvědomí, že vztah trojice dlouho nevydrží, a tak je opouští. Hledají ho všude, ale Serge jakoby zmizel. Claude se s Filipem pohádá, odlétá do Říma a Filip do Německa, kde se stala nehoda se stovkami mrtvých, při níž se vinou viru srazila dvě letadla navedená na stejnou letovou výšku. Filip najde důkazy o viru až pomocí vysoce specializovaného softwaru, který mu poskytne jeho přítel z Francie.
Filip vlastní dům ve Francii a odchází tam s Claude. Tam se Filipovi otevřou oči. Všechny nehody, které vyšetřoval, způsobila samotná firma Delphi. Vyvíjela totiž viry, které měly zůstat neodhaleny, a Filip jako špičkový odborník testoval, zda po sobě tyto viry nějaké stopy zanechávají.
S touto vědomostí se Filip stává smrtelně ohroženým. Místo něj je však v Ženevě omylem zavražděn Serge, který se chvíli předtím s ostatními usmířil. Filipův syn Kim však unese šéfa Delphi a jeho dceru, vynutí si na něm doznání o tom, co firma spáchala, a pošle jej Filipovi. Tomu by sloužilo jako záruka nedotknutelnosti, pokud by o všem mlčel. Ani vidina idylického života s Claude ho však neodradí od toho, aby se rozhodl zvolit jinou cestu a předat veškeré informace vyšetřujícím orgánům.